# پفردینگسلبن
پفردینگسلبن (به آلمانی: Pferdingsleben) یک شهر در آلمان است که در گوتا واقع شده‌است. پفردینگسلبن ۴۰۳ نفر جمعیت دارد.